# Hansford Rowe
Hansford Rowe (8. března 1954) je americký baskytarista.
Narodil se ve Virginii a vyrůstal v New Yorku, kde začínal s hraním v jazzových klubech. Průlom nastal po setkání s francouzským bubeníkem Pierrem Moerlenem, s nímž řadu let působil v kapele Pierre Moerlen's Gong. Byl dlouholetým spolupracovníkem skladatele La Monte Younga a členem poslední verze jeho skupiny Theatre of Eternal Music. Kromě toho hrál s Mikem Oldfieldem, Johnem Martynem a dalšími.
V roce 1999 vydal sólové album No Other, na němž hráli mj. Bon Lozaga, spolupracovník z dob Pierre Moerlen's Gong a spoluhráč z následnické kapely Gongzilla (1994–2010), a Jon Catler, spoluhráč z projektů La Monte Younga a projektu Steel Blue. Roku 2010 vydal v rámci projektu Moment, v němž hraje s katalánským kytaristou Jordim Torrensem, album Love's Appeal. Od roku 2019 vede trio HRIII.
V roce 2022 představil ve spolupráci s belgickou firmou Tao Guitars vlastní model baskytary nazvaný HR Superleggera. Kromě toho hraje na baskytary značky Warwick. Rovněž je členem „funkulty“ na Funkové univerzitě Bootsyho Collinse.

## Diskografie
- One World (John Martyn, 1977)
- Steps (Steps, 1977)
- Expresso II (Gong, 1978)
- Downwind (Pierre Moerlen's Gong, 1979)
- Time Is the Key (Pierre Moerlen's Gong, 1979)
- Platinum (Mike Oldfield, 1979)
- Leave It Open (Pierre Moerlen's Gong, 1981)
- Transformances (Jean-Yves Lievaux, 1982)
- Sentimenteur (Cecil Maury, 1982)
- Crocodile (Charlélie Couture, 1983)
- Present Time (Michael Zentner, 1983)
- Breakthrough (Pierre Moerlen's Gong, 1986)
- Modern Man (Modern Man, 1987)
- Second Wind (Pierre Moerlen's Gong, 1988)
- Paparazzi (Paparazzi, 1992)
- Full Circle – Coming Home (BON, 1993)
- Steel Blue (Steel Blue, 1993)
- Suffer (Gongzilla, 1995)
- Thrive (Gongzilla, 1996)
- Coma (Coma, 1996)
- Soul Attorneys (Soul Attorneys, 1996)
- To the Bone (BON, 1996)
- Black Canvas (Project Lo, 1997)
- No Other (Hansford Rowe, 1999)
- East Village Sessions (Gongzilla, 2003)
- Find Me (Happy Rhodes, 2007)
- Five Even (Gongzilla, 2008)
- Love's Appeal (Moment, 2010)
- Decadence (Gong Expresso, 2018)